# Pāndavapura
Pāndavapura är en ort i Indien.   Den ligger i distriktet Mandya och delstaten Karnataka, i den södra delen av landet, 1 800 km söder om huvudstaden New Delhi. Pāndavapura ligger 734 meter över havet och antalet invånare är 19 051.
Terrängen runt Pāndavapura är platt. Runt Pāndavapura är det tätbefolkat, med 476 invånare per kvadratkilometer. Närmaste större samhälle är Shrīrangapattana, 8,8 km söder om Pāndavapura. Omgivningarna runt Pāndavapura är en mosaik av jordbruksmark och naturlig växtlighet.